# Melitta dimidiata
Melitta dimidiata ist eine Biene aus der Familie der Melittidae. 

## Merkmale
Die Bienen haben eine Körperlänge von 13 bis 14 Millimeter. Die Weibchen sind überwiegend weißlich behaart. Ihr Thorax ist gelbgrau und mittig schwarz behaart. Auf dem zweiten bis vierten Tergit befinden sich Endbinden. Das dritte und vierte Tergit sind auf der Scheibe schwarz, das fünfte Tergit in der Mitte schwarz und seitlich weiß behaart. Die Schienenbürste (Scopa) ist weiß. Das Mesonotum und das Schildchen (Scutellum) sind mittig unregelmäßig punktförmig strukturiert. Die Zwischenräume sind glatt und glänzend. Die Männchen sind im Gesicht und auf der Ventralseite des Thorax weiß behaart. Der Rücken des Thorax und die ersten beiden Tergite sind gelbbraun, dad dritte Tergit ist gelbbraun mit Schwarz und das vierte bis siebte Tergit sind schwarz behaart. Die Fühlerglieder haben keine Knoten. Das sechste Sternit hat auf seiner gesamten Länge einen Kiel. Die Endplatte des achten Sternits ist rotbraun. 

## Vorkommen und Lebensweise
Die Art ist in Süd- und mancherorts auch in Mitteleuropa sowie im Süden Englands verbreitet. Sie besiedeln Trockenwiesen. Pollen wird ausschließlich an Esparsetten (Onobrychis) gesammelt. Die Tiere fliegen von Ende April bis Ende Juli. Welche Kuckucksbienen die Art parasitieren, ist unbekannt.

## Belege
Felix Amiet, M. Herrmann, A. Müller, R. Neumeyer: Fauna Helvetica 20: Apidae 5. Centre Suisse de Cartographie de la Faune, 2007, ISBN 978-2-88414-032-4.